# فرايدي
فرايدي (بالإنجليزية: Friday)‏، بالعربية «يوم الجمعة»، هو فيلم كوميدي أمريكي صدر عام 1995. أُخرِجَ الفيلم من قبل إف غاري غراي، وهو أول ظهور له، وكَتَبه آيس كيوب ودي جي بوه. تدور أحداث الفيلم يوم الجمعة في أحد أحياء الزنوج، في الفيلم، يتورط الأصدقاء العاطلون عن العمل كريج جونز (آيس كيوب) وسموكي (كريس تاكر) في عدة مشاكل؛ مما يجعلهم مضطرين لدفع المال لتاجر مخدرات محلي للبقاء على قيد الحياة. فرايدي هو الفيلم الأولى في سلسلة أفلام فرايدي. شارك في الفيلم عدة النجوم مثل نيا لونغ، وبيرني ماك، وتيني "زيوس" ليستر جونيور، وجون ويذرسبون.
أعرب آيس كيوب ودي جي بوه أثناء تطويرهم للفيلم عن استيائهم إزاء تصويرهم لفيلم من نوع هود (بالإنجليزية: Hood film)‏؛ يعتقدون أن هذا النوع من الأفلام عنيف وخطير. لذلك، أرادوا التصدي لهذا الأمر من خلال صياغة الشخصيات ونقاط الحبكة بناءً على تجربتهم الشخصية. بدأت الاستعدادات للفيلم بعد أن تمكن الثنائي من تأمين التمويل من نيو لاين سينما، منحت الشركة تمويلاً مقابل وجود ممثل كوميدي متمرس ليلعب أحد الأدوار الرئيسية؛ استقر آيس كيوب ودي جي بوه بسرعة على تاكر أثناء مرحلة التصوير.
صدر فرايدي في 26 أبريل 1995 في الولايات المتحدة، وتلقى مراجعات إيجابية من النقاد، أشاد العديد منهم بالتسلسل الكوميدي والكتابة والتمثيل. حقق الفيلم نجاحاً تجارياً، حيث حقق 27 مليون دولار في جميع أنحاء العالم. حصل الفيلم لاحقًا على طائفة كبيرة من المتابعين، مما ألهم إصدار العديد من مراجع أنماط ثقافة البوب وميمز الإنترنت. بعد إصدار الفيلم، انطلقت سلسلة أفلام تكونت من نكست فرايدي (2000) وفرايدي افتر نكست (2002). اكتسبت الأجزاء اللاحقة أيضًا شهرة واهتماماً وقاعدة جماهيرية على الرغم من المراجعات السلبية.

## القصة
طُرد كريج جونز مؤخرًا عن عمله؛ أصبح عاطل عن العمل. تدور أحداث الفيلم يوم الجمعة، يقضي كريج اليوم مع سموكي، أقرب أصدقائه وبائع مخدرات صغير. يدخن الزوج شحنة من الماريجوانا، كان قد كُلِف سموكي ببيع الشحنة وإعطاء نسبة من أرباحها لصاحبها بيغ وورم. بعد لقاء بيغ وورم بسموكي، يشتبه بأنه قد دخّن منها، لذا يطلب بيغ وورم أمواله إلا أن سموكي لا يملكها؛ يخضع كريغ وسموكي لإنذار بيغ وورم، وهو دفع 200 دولار في موعد أقصاه 10:00 مساءً في نفس اليوم، وإلا فسيُقتَلون.
يحاول كريج اقتراض المال من عدد من الأشخاص، بمن فيهم صديقته جوي، لكنها ترفض، لأنه غير مخلص لها. يجلب كريج مسدساً مخفياً، لكن والده ويلي، يتوسل إليه لحل مشاكله بدونه. يبيع سموكي بعض الأدوية لهكتور، وهو صديق مدخن سابق، بينما يجبر ديبو، وهو متنمر في الحي، سموكي على اقتحام منزل ستانلي (جاره) وسرقة 200 دولار، يحتفظ ديبو بالمال لنفسه.
يحاول سموكي استرداد الأموال من ديبو، حيث كان نائم مع فيليشا في منزلها. يفشل سموكي بسبب دخول إيزل، وهو لص تافه. بعد أن استيقظ ديبو، يلاحظ كريج وسموكي وجود سيارة في الحي تسير ببطء، فظنوا أن السيارة تبحث عنهم وستُطلِق النارَ عليهم؛ فيختبئان في غرفة كريج. بعد فشلهم في الاتصال ببيغ وورم، خرجوا، وبمجرد خروجهم، تأتي سيارة سوداء ويبدأ الرجال في السيارة بإطلاق النار عليهم، ركض كريج وسموكي وهربا بعيدًا عنهم.
تواجه ديبي ديبو لاعتدائه على شقيقتها فيليشا، كان ديبو يريد ضربها على افتراض أن فيليشا كانت سبب السرقة. في نهاية المطاف، يعتدي ديبو عليها، مما أدى إلى معركة بالأيدي بينه وبين كريج، حيث أوقعه كريج فاقدًا للوعي، مما سمح لسموكي بالحصول على المال. كما يقوم السكان المحليون الآخرون، مثل ريد وإيزل، باسترداد أغراضهم. تتعامل ديبي مع جروح كريج، ينفصل كريج عن جوي على الهاتف، ويبلغه والده أن مشرفه السابق اتصل به، ويريده في اليوم التالي.
يتكلم سموكي مع بيغ وورم عبر الهاتف لتسوية ديونه، ويخبره أنه لن يبيع المخدرات بعد الآن، وأنه سيذهب لمركز إعادة التأهيل. في نهاية الفيلم، يكسر سموكي الجدار الرابع بقوله «كنت أمزح فقط! وأنت تعرف هذا يا رجل!».

## طاقم العمل
- آيس كيوب بدور كريج جونز
- كريس تاكر بدور سموكي
- نيا لونغ بدور ديبي
- بيرني ماك بدور القس كليفير
- طوم ليستر الابن بدور ديبو
- جون ويذرسبون بدور ويلي جونز
- آنا ماريا هورسفورد بدور بيتي جونز
- ريجينا كينغ بدور دانا جونز
- بولا جاي باركر بدور جوي
- فايزون لوف بدور بيغ وورم
- دي جي بوه بدور ريد
- أنتوني جونسون بدور إيزيل
- توني كوكس بدور السيد باركر
- كاثلين برادلي بدور السيدة باركر
- إيفيت ويلسون بدور ريتا
- أنجيلا مينز بدور فيليشا
- رينالدو ري بدور والد ريد

يحتوي الفيلم أيضًا على مظاهر كاميو من إف جاري جراي كعامل في متجر. يظهر لاواندا بيج كشاهد يهوه، بينما يظهر مايكل كلارك دنكان في حجاب غير معتمد كلاعب كرابس؛ لأول مرة في فيلمه. يظهر دبليو سي (مغني الراب) كقائد من بين مطلقي النار. تظهر ميجان جود لأول مرة في فيلم روائي طويل، ظهرت كواحدة من أطفال الحي.

## الإنتاج
صورت عدة أفلام مثل فتيان في الحي وكولورز الحياة في الأحياء على أنها عنيفة وخطيرة قبل إصدار فيلم فرايدي. شعر آيس كيوب ودي جي بوه أن هذه الأفلام لم تضع الصورة الكاملة للعيش في هذه الأحياء، إذ أنها فقدت عنصرًا أكثر خفة، حيث قال آيس كيوب لاحقًا: «لقد استمتعنا في الحي. اعتدنا على ذهاب رحلة خارج الحي.» لذلك، قرر كيوب وبوه إنشاء فيلم يصور تلك البيئة.
ولم يكن النص إلا ثالث نص كتبه آيس كيوب على الإطلاق؛ النصوص السابقة لم يتم إصدارها. كان آيس كيوب يعتزم لجعل الفيلم «فيلماً كلاسيكياً يمكن [مشاهدته] مراراً وتكراراً». وفقا لآيس كيوب، غالبية مشاهد الفيلم هي سيرة ذاتية، وتستند مع الكثير من الأحداث التي وقعت في حيه وهو يكبر. استندت أحداث سموكي من دي جي بوه حيث كان تاجر مخدرات، في حين أتت فكرة طرد كريج من عمله في يوم عطلته إستناداً إلى ابن عم آيس كيوب، الذي كان يعمل كسائق تسليم لخدمة الطرود (يو بي إس) في ذلك الوقت.
أدرك الثنائي قبل الكتابة افتقارهما إلى الخبرة حيث كان من غير المرجح أن يجتذب صانعو الأفلام واستوديوهات الأفلام الكبرى؛ لذلك طرحوا فكرة التمويل الذاتي للفيلم بأنفسهم، ولفترة من الوقت، نُظِر في فكرة إنتاج الفيلم بالأبيض والأسود لتوفير المال، قبل أن يقررا الاقتراب من نيو لاين سينما بشأن إنتاج الفيلم. حقق الفيلم نجاحًا مع سلسلة هاوس بارتي (بالإنجليزية: House Party)‏.
وافقت نيو لاين سينما على تمويل الإنتاج، إلا أنها طلبت أن يلعب دور سموكي شخص لديه خبرة أكبر من دي جي بوه، حيث كان دي جي بوه سيلعب الدور في البداية. نُظِر إلى لكريس روك وتومي ديفيدسون لأداء دور سموكي. قرر آيس كيوب وبوه على الفور اختيار تاكر، بعد اكتشاف حسه الكوميدي من خلال ديف كوميدي جام (بالإنجليزية: Def Comedy Jam)‏، ومع ذلك، أدى تاكر اختباره الأول للفيلم بشكل سيئ، مُنِح المزيد من الوقت للمحاولة مرة أخرى في وقت لاحق. سرعان ما اتصل تاكر بأنجيلا مينز، بهدف العمل مع مدربها التمثيلي، لكنها دعته إلى جلسة ورشة عمل على العشاء لمساعدته في تأمين الدور. وفقًا لمينز: «بحلول الوقت الذي أُكِل فيه السباغيتي، كان كريس سموكي.»
حصل آيس كيوب على ترخيص لاختيار مخرج الفيلم، واختار إف غاري غراي، كان غراي مخرج موسيقى مصورة. عمل غراي سابقاً مع آيس كيوب في عدة مناسبات، وكان يريد وضع بصمة له في هوليوود من خلال فيلم قصير، وبدلاً من ذلك عرض عليه آيس كيوب دوره لإخراج فرايدي. كان كيوب منجذباً إلى حقيقة أنه لديه هو وغراي خلفيات مماثلة؛ فكان يشعر أن المخرج سوف يلتقط جمالية الفيلم بدقة.
قال غراي أن بطولة آيس كيوب في فيلم كوميدي «أخافتني»، حيث شكك فيما إذا كان الجمهور سيتقبل كيوب بدور مختلف جداً عن شخصيته العامة. أوضح غراي: «كان آيس كيوب أصعب رجل في أمريكا، وعندما تأخذ شخصاً ما يقدم قضايا اجتماعية شديدة في موسيقى عصابات الراب، ولديه وجهة نظر في السياسة؛ فلن تفكر أبدًا في الكوميديا.»

## الإصدار
صدر فرايدي في 26 أبريل 1995 في الولايات المتحدة، وفي 30 يونيو 1995 في المملكة المتحدة، و5 أكتوبر 1995 في أستراليا.

### الإصدار المنزلي
صَدر الفيلم على قرص دي في دي في 2 مارس 1999، وبلو راي في 8 سبتمبر 2009، مع تعديل مخرج جديد (97 دقيقة). يحتوي قرص دي في دي الفردي على مقطع دعائي، وحوارات صحفية قصيرة عن الفيلم، ومقابلات مع طاقم العمل والممثلين.

## الاستقبال والإرث
منح موقع روتن توميتوز الفيلم نسبة موافقة بلغت 78٪ بناءً على 27 مراجعة، وبمتوسط تقييم 6.2 / 10. ينص الإجماع النقدي في الموقع على أن: «ما قد ينقصه فرايدي في إنتاجه أو في ذوقه الإخراجي، أنه أكثر من تشكيل روح الدعابة النابضة بالحياة (وإن كانت تافهة في كثير من الأحيان) والأداء الساحر والحيوي لأبطاله». يعطي ميتاكريتيك الفيلم درجة 54 من 100، استناداً إلى 9 مراجعات، مما يشير إلى «مراجعات مختلطة أو متوسطة».
أدرج المخرج كوينتن تارانتينو فيلم فرايدي من ضمن أفلامه العشرين المفضلة من عام 1992 إلى عام 2009.
منذ صدوره، حصد الفيلم على طائفة كبيرة. هناك عدة مشاهد في الفيلم أصبحت ميمز على الإنترنت. أصبحت عبارة باي، فيليشا - تُقال عند استبعاد شخص غير مهم. يطلق على لاعب خط وسط نادي بيتسبورغ ستيلرز السابق جيمس هاريسون ولاعب نادي سان فرانسيسكو 49 ديبو صموئيل كلاهما بـ «ديبو»، في إشارة إلى شخصية ديبو في الفيلم.
حقق فرايدي إجمالي إيرادات 6,589,341 دولارًا أمريكيًا في أول عرض له في عطلة نهاية الأسبوع، كان في المركز الثاني في شباك التذاكر في 865 مسرح، بمتوسط 7,617 دولارًا لكل مسرح. حقق الفيلم 27,467,564 دولارًا في أمريكا الشمالية، مقابل ميزانية قدرها 3.5 مليون دولار.

## الأجزاء اللاحقة
أنتج نجاح الفيلم جزئيين: نكست فرايدي (الجمعة القادمة) (2000)، وفرايدي آفتر نكست (الجمعة بعد القادمة) (2002). كان الجزء الرابع تحت الإعداد لعدة سنوات، وهو بعنوان مبدئي لاست فرايدي (الجمعة الماضية).
استوحى الفيلم سلسلة رسوم متحركة بعنوان فرايدي: مسلسل الرسوم المتحركة (بالإنجليزية: Friday: The Animated Series)‏، والذي بُثَّ في عام 2007.

## روابط خارجية
- فرايدي على موقع IMDb (الإنجليزية)
- فرايدي على موقع ميتاكريتيك (الإنجليزية)
- فرايدي على موقع روتن توميتوز (الإنجليزية)
- فرايدي على موقع نتفليكس (الإنجليزية)
- فرايدي على موقع قاعدة بيانات الأفلام العربية
- فرايدي على موقع ألو سيني (الفرنسية)
- فرايدي على موقع Turner Classic Movies (الإنجليزية)
- فرايدي على موقع أول موفي (الإنجليزية)
- فرايدي على موقع بوكس أوفيس موجو (الإنجليزية)
- فرايدي على موقع فيلمافينيتي (الإسبانية)